# Zucchea
Zucchèa (Süchèa o Suchèa in piemontese) è una frazione condivisa dai comuni di Cavour e Vigone.

## Territorio
La frazione si trova sulla sponda sinistra dei torrenti Pellice e Chisone. È maggiormente concentrata all'interno del comune di Vigone. È diffuso il settore primario con l'agricoltura.

## Storia
Nella Zucchea Vigonese è presente una cappella dedicata a Santa Maria Vergine. Fino ai primi anni 2000 era regolarmente officiata la messa domenicale.

## Geografia fisica
Zucchea è collegata ai centri abitati maggiori di Cavour e Vigone attraverso una strada provinciale che attraversa il Pellice per andare a Cavour, tramite un guado, che nei periodi di piena è chiuso. Dista 6 km da Vigone e 7 da Cavour, dal lato Cavourese è collegata al comune di Macello.